# Кононово (Устюженский район)
Кононово — деревня в Устюженском районе Вологодской области.
Входит в состав Сошневского сельского поселения, с точки зрения административно-территориального деления — в Сошневский сельсовет.
Расположена на трассе Р84. Расстояние по автодороге до районного центра Устюжны — 10 км, до центра муниципального образования деревни Соболево — 5 км. Ближайшие населённые пункты — Зябликово, Соболево, Тимофеевское.
Население по данным переписи 2002 года — 18 человек.